# إنريك كاسالز
إنريك كاسالز (بالإسبانية: Enric Casals) هو أستاذ جامعي وملحن وعازف كمان إسباني، ولد في 26 يوليو 1892 في برشلونة في إسبانيا، وتوفي بنفس المكان في 31 يوليو 1986.